# Boże Igrzysko (gra)
Boże Igrzysko (ang. God’s Playground) – gra planszowa wydana przez Phalanx Games Polska w 2010 projektu Martina Wallace’a, w której gracze wcielają się w przywódców rodzin magnackich (Radziwiłłowie, Sapiehowie, Leszczyńscy i Potoccy) z czasów I Rzeczypospolitej. Tytuł gry został zaczerpnięty od tytułu książki Normana Daviesa o tej samej nazwie.

## Mechanika i zasady gry
Podstawowymi elementami gry są plansza, drewniane znaczniki(kostki graczy, kostki wrogów, dyski graczy) oraz żetony (żetony wojsk, żetony wpływów poszczególnych graczy, żetony złotych). Polska na planszy do gry podzielona jest na 5 prowincji: Litwa, Ukraina, Małopolska, Wielkopolska i Prusy. Każda prowincja posiada swój tor zamożności prowincji oraz tor posiadłości. Dodatkowo na planszy znajdują się między innymi: pola wrogów (Zakon Krzyżacki, Moskwa, Imperium Habsburgów, Imperium Osmańskie, Tatarzy), tor Rzeczpospolita (przedstawiający aktualną turę), pole Sejmu, pole Kozacy, pole Zarządcy ziemscy, tor Punktów Prestiżu, tabela Siły Armii Koronnej, pole Armia Koronna, pole Dwór Królewski.
Gra rozpoczyna się od przydzielenia każdemu graczowi po 10 zł w żetonach z gry oraz umieszczeniu w 3 cyklach (2 cykle w przypadku gry czteroosobowej) dysków graczy na torach posiadłości ziemskich. Prowincje na początku gry posiadają swoją zamożność na poziomie 3.
Każda tura (4 tury w grze), składa się z następujących faz:

### Zarządzanie Latyfundiami
- gracze za każdy swój dysk na torze posiadłości zbierają dochód z prowincji równy poziomowi zamożności danej prowincji
- gracze umieszczają zakryte żetony wpływów na polu Dwór Królewski oraz prowincjach, po odsłonięciu zamieszczają na prowincjach odpowiednią liczbę kostek graczy

### Polityka
- na podstawie najwyższej wartości żetonu wpływu na Dworze Królewskim wyłaniany jest gracz, który do końca tury będzie pełnił rolę Hetmana
- ustalana jest siła Armii Królewskiej, która zależna jest od położonych wcześniej żetonów wpływu na Dworze Królewskim
- na podstawie rzutu kostkami ustalana jest aktualna siła wrogów (odwzorowana położeniem odpowiedniej liczby kostek wrogów na polach wrogów)
- wybierani są posłowie na Sejm

### Akcje Magnackie
- gracze, począwszy od Hetmana kupują posiadłości zaznaczając to odpowiednio znacznikami graczy na torach posiadłości
- gracze, począwszy od Hetmana wykonują dwie akcje specjalne (np. „Liberum veto – odrzuć 1 własną kostkę gracza z dowolnej prowincji”, „odrzuć wszystkie dyski graczy z Sejmu”)
- gracze, począwszy od Hetmana mobilizują armie prywatne

### Wojny
- gracze, począwszy od Hetmana wykonują kampanie magnackie, umieszczając tym samym swoje kostki na polach wrogów
- na podstawie rzutu kostkami ustalana jest dodatkowa siła wrogów (na polach wrogów dokładane są kolejne kostki wrogów), wróg zaatakuje jeśli liczba kostek wrogów jest większa od liczby kostek gracza
- gracze, począwszy od Hetmana wykonują ataki Armią Królewską
- następuje do ekspansji wrogów z prowincji, gdzie liczba kostek wrogów jest większa od liczby kostek graczy

### Administracja
- na podstawie ataków wrogów ustalana jest zamożność prowincji
- gracze przydzielają sobie punkty prestiżu: za obecność w Sejmie, za każde posiadanie 5 zł oraz według tabeli na poszczególnych polach wrogów (otrzymuje gracz z największa liczbą swoich kostek na polu wroga)
- na zakończenie tury gracze porządkują plansze odrzucając dyski graczy z Sejmu, kostki graczy z pól wrogów, żetony wojsk z planszy oraz znaczniki traktatu itd.

Zwycięża gracz, który po zakończeniu 4 tury posiada najwięcej punktów prestiżu.

## Zawartość pudełka z grą
W skład pudełka wchodzą:
- instrukcja
- 4 karty pomocy
- 2 czarne pionki
- 10 znaczników Habsburgów
- 60 żetonów złotych (29 po 1 zł oraz 31 po 5 zł)
- kartonowa buława hetmańska
- 48 żetonów wpływów graczy (4 komplety po 12)
- 32 żetony wojsk prywatnych (4 komplety po 4 piechoty, 3 kawalerii, 1 artylerii)
- 9 żetonów wojsk królewskich (4 piechoty, 4 kawalerii, 1 artylerii)
- 2 żetony wojsk kozackich
- 80 drewnianych kostek graczy
- 64 drewniane dyski graczy
- 12 drewnianych kostek króla
- 125 drewnianych kostek wrogów
- 1 drewniany duży dysk traktatu
- 5 drewnianych dużych dysków zamożności posiadłości ziemskich
- 2 drewniane duże dyski miast
- 8 drewnianych dysków zarządców
- 4 sześciościenne kostki do gry[2][3]

## Nagrody i wyróżnienia
- Gra Roku 2011[4]